# Siron
Pour les articles ayant des titres homophones, voir Ciron et Sciron.
Siron (également connu comme Siro, Syro, Siron l'épicurien ou Syron) était un philosophe épicurien qui vivait à Naples vers 50 av. J.-C..

## Biographie
Siron a été professeur de Virgile dans son école à Naples. Deux poèmes attribués à Virgile dans l' « Appendix Vergiliana », mentionnent Siron. Virgile y fait référence de recherche de la paix en compagnie de Siron : 

« Nous mettons les voiles pour un port fortuné, nous allons entendre les doctes préceptes du grand Siron, et nous libérons notre vie de tout souci, […] »

— Virgile, Catalepton, 5.
.
Cicéron mentionne dans ses écrits Siron et parle de celui-ci ainsi que de Philodème comme étant  "les meilleurs et les plus savants des hommes (De Finibus II, 119)». Au Ve siècle le commentateur Maurus Servius Honoratus prétend que Siron a été commémoré dans le sixième églogue de Virgile, sous les traits de Silène.

## Source de traduction
- (en) Cet article est partiellement ou en totalité issu de l’article de Wikipédia en anglais intitulé « Siro the Epicurean » (voir la liste des auteurs)